# Deutschland – deine Sternchen
Deutschland – deine Sternchen ist ein 1961 gedrehtes, deutsches Filmzeitbild von Edwin Zbonek, inspiriert von der gleichnamigen Stern-Serie von Will Tremper.

## Handlung
Deutschland – deine Sternchen, das ist die reißerisch gehaltene Geschichte von ehrgeizigen Filmsternchen im bundesrepublikanischen Kinobetrieb, die alle Mittel einsetzen, um die Erfolgs- und Karriereleiter aufzusteigen, und von einer Yellow-Press-Journaille, die jedes „Sensatiönchen“ aufgreift, um eine fette Schlagzeile zu produzieren.
Die Protagonistinnen sind unter anderem eine etablierte Schauspielerin namens Ellen Dorn, die ihre größten Erfolge längst hinter sich weiß, ihre Kollegin Helga Werbach, deren Karriere im Aufstieg begriffen ist, und als Dritte Renate Bard, eine weitere Jungmimin, die die Nutznießerin von Ellens Niedergang zu werden droht. Während Ellen Panik schiebt, weil ihr eine erhoffte Rolle durch die Lappen gegangen ist, klinkt sich der Sensationsreporter Klamm ein und verursacht durch seine Hartnäckigkeit den Unfalltod Helgas, die sich ernsthaft Hoffnung auf ebendiese Rolle gemacht hat. Als die Rolle im Rahmen einer Talentsuche schließlich an Renate gehen soll, nimmt sie sich vor, den Machenschaften Klamms ein Ende zu setzen. Doch mit ihrem mutigen Handeln droht Renate die eigene Karriere zu ruinieren, denn die Macht der Sensationspresse ist sehr viel größer, als sie geglaubt hatte…

## Produktionsnotizen
Deutschland – deine Sternchen lief in Österreich unter dem Titel Die ihre Haut zu Markte tragen und wurde in den letzten Wochen des Jahres 1961 gedreht. Der Streifen lief am 9. März 1962 an.
Die Filmbauten wurden von Theo Harisch geschaffen.

## Kritiken
„Der Wiener Filmkritiker, Bühnenregisseur und Jung-Cineast Edwin Zbonek (‚Am Galgen hängt die Liebe‘) bekundet seine Wahlverwandtschaft mit der Pariser Neuen Welle, indem er einen gutwilligen deutschen Leinwand-Regisseur das Neue-Welle-Organ ‚Cahiers du Cinéma‘ lesen läßt, selbst kurz auftritt und eine irreale Kabarettszene übergangslos in die Handlung einmontiert. Im übrigen wandelt er auf ausgetretenen Pfaden. Mit der ‚Stern‘-Reportage des Will Tremper (‚Petronius‘) hat sein Film wenig mehr als den Titel gemein. Einige hinreichend bekannte Pikanterien aus Star- und Starlet-Schicksalen wurden zu einer larmoyanten Chronik über die schlimmen Usancen mancher Kinobosse verwoben. Neue Einsichten tun sich dabei nicht auf – es sei denn die, daß in Berlin alle Schauspieler wienerisch sprechen.“

„Ein Machwerk, das praktiziert, was es anderen ankreidet.“

„Als polemische Satire auf die »Lieschen-Müller«-Ideologie und Manipulationsmechanismen innerhalb der bundesdeutschen Filmindustrie angedacht, geriet Zboneks ambitioniertes Projekt zum »Opfer«: Es bediente eben jene Klischees, die Regisseur Edwin Zbonek zu decouvrieren versprach. Oder bestand seine »cineastische Provokation« gerade in dieser doppelten Bejahung? Heute sehenswert ist DEUTSCHLAND  DEINE STERNCHEN jedenfalls wegen der kurzen Wiederbegegnung mit darstellerischen »Fixsternen« wie Sieghardt Rupp, Leopold Rudolf, Albert Rueprecht, Louis Soldan, Franz Stoß.“

„Trotz einigen Bemühungen ein viel zu vordergründig-unkritischer Streifen.“

Paimann’s Filmlisten resümierte: „Nach skizzenhaftem Auftakt eine stilistisch uneinheitlichen Situationsschilderung ohne Lösung; mit Dynamik, auch in der eigenwillig gehandhabten Technik. Bewährte und Nachwuchs in typisierten Rollen …“